# Ошу
Ошу (јап. 奥州市) град је у Јапану у префектури Ивате. Према попису становништва из 2005. у граду је живело 130.171 становника.

## Становништво
Према подацима са пописа, у граду је 2005. године живело 130.171 становника.
| 1995.   | 2000.   | 2005.   |
| ------- | ------- | ------- |
| 133.228 | 133.056 | 130.171 |